# The Singing Nun
The Singing Nun is een Amerikaanse film uit 1966 geregisseerd door Henry Koster. De film vertelt het geromantiseerde levensverhaal van de Belgische non, Sœur Sourire, die drie jaar ervoor een wereldhit scoorde met het lied Dominique. Dit lied komt ook voor in de soundtrack van de film.

## Rolverdeling
| Acteur            | Personage       |
| ----------------- | --------------- |
| Debbie Reynolds   | Sister Ann      |
| Ricardo Montalbán | Father Clementi |
| Greer Garson      | Mother Prioress |
| Agnes Moorehead   | Sister Cluny    |
| Katharine Ross    | Nicole Arlien   |
| Chad Everett      | Robert Gerarde  |
| Ed Sullivan       | zichzelf        |

## Achtergrond
De film kwam er na de wereldhit van Sœur Sourire, maar kwam pas drie jaar later dan deze hit in de zalen. Toen was Sœur Sourire al geklasseerd als een "one-hit-wonder". De verhouding tussen regisseur Koster, van wie dit de laatste film is, en hoofdrolspeelster Reynolds was slecht. Reynolds verklaarde dat Koster seniel werd tijdens het draaien van de film.

## Ontvangst
De film kreeg overwegend slechte kritieken. De film werd weggezet als suikerzoet. In Vlaanderen werd de film uitgebracht in september 1966 en trok er volle zalen.